# Trampolin (Schiffbau)

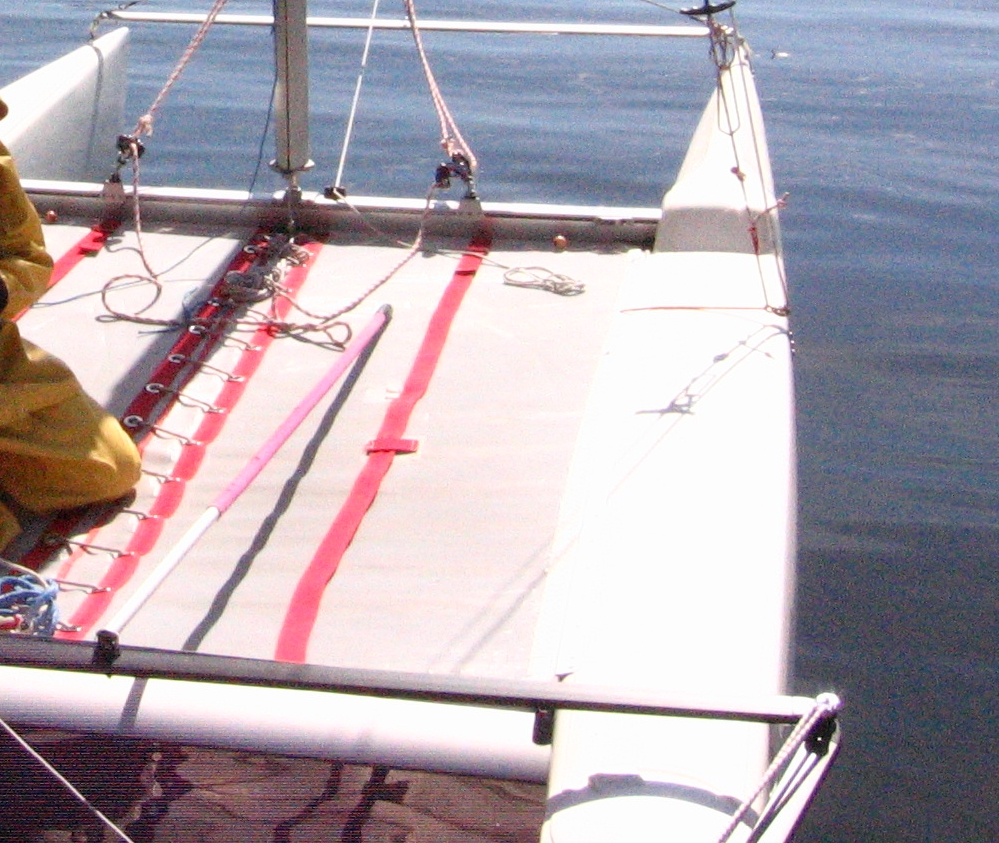
Trampolin eines Sportkatamarans

Ein Trampolin bezeichnet bei Mehrrumpfbooten ein widerstandsfähiges, wasserdurchlässiges, grob- oder feinmaschiges, gewebtes oder geknüpftes Material. Es übernimmt eine ähnliche Funktion wie ein Deck. Das Trampolin wird zwischen den Rümpfen eben und straff gespannt, um dem Boot Stabilität und Festigkeit zu verleihen, und ermöglicht der Besatzung den schnellen und einfachen Wechsel von einer Bootsseite auf die andere. An das Tuch, das beispielsweise aus Garn oder Polyester bestehen kann, werden vielfältige Ansprüche gestellt, wie:
- Alterungs- und Wetterbeständigkeit (insbesondere gegen Ultraviolettstrahlung und Salzwasser)
- Hohe Zug- und Abriebfestigkeit
- Wasserdurchlässigkeit
- Gewicht
- Eleganz

Bei Segelkatamaranen dient das Trampolin auch der Befestigung der Ausreitgurte oder Segelausrüstung.